# Сметана band
Сметана band — український рок-гурт, заснований 2013 року в місті Дніпрі Єгором Кувалдіним і Сергієм Савочкіним. Колектив вважається одним із головних представників поппанку на українській сцені .

## Біографія
За словами засновників гурту, «Сметана» з'явилася спочатку як жарт, тому що деякі пісні, що складалися ними, не підходили для репертуару їхнього основного метал-коллективу All is illusion. Усі ці композиції, записані в період до офіційного заснування гурту, увійшли до збірки «Львы воспламеняются как квас». Дещо пізніше до колективу приєднуються Сергій Свергун (2013) та Олександр Садуненко (2014).
Першу відо́мість гурт здобув завдяки кліпу «Лучший друг», який опублікувала надпопулярна на той час спільнота MDK.
Перші чотири альбоми можна охарактеризувати як іроничний рок — рання творчість колективу відрізнялася гумором, злободенними життєвими темами та висміюванням популярних трендів. Крім офіційних кліпів на youtube-каналі виходили короткі сатиричні музичні замальовки (рубрика «Жизненно» та інші).
У 2017 році гурт став широко відомим завдяки п'ятому альбому «Всё очень плохо». Пісні «Воха и Лёха» та «Конструкторы» разом із кліпами на них здобули вірусну популярність. Відтоді гурт починає активну концертну діяльність країнами СНД та поступово припиняє випускати на каналі гумористичний контент, повністю зосередившись на кліпах і якості музики. 
2018 рік для «Сметани» позначається збіркою ремейків старих пісень із парою новинок «Вилка новости 18», випущеною на честь 5-річчя гурту, та EP «Pichot», до якого увійшов трек «В моём тихом омуте» та швидко зайняв передові позиції за прослуховуваннями серед пісень колективу.
19 лютого 2019 года виходить шостий альбом гурту під назвою «Ханговер». Починаючи з цього альбому, іроничний рок практично повністю зміюється на альтернативний рок і панк-рок із серйозною лірикою. Сам гурт називає свою нову музику «сумний панк». Також у 2019 «Сметана band» випускає успішний сингл «Очки-сердечки», пісня стає однією з візитівок гурту.
10 вересня 2020 року виходить сьомий альбом гурту під назвою «Плохие манеры», котрий приносить колективу новий виток популярності та потрапляє до чартів Apple Music, VK і Dezeer при повному ігноруванні ЗМІ.
Після початку повномасштабного вторгнення Росії гурт висловив підтримку Україні, оголосив про проведення благодійних концертів на потреби ЗСУ та перейшов на українську мову, випустивши сингл «Хвилина мовчання», присвячений жертвам війни. Після цього протягом кількох місяців вийшло ще три сингли з майбутнього альбому. Незадовго до виходу нової платівки фронтмен Єгор Кувалдін записав відеозвернення, у якому оголосив про фактичний рестарт кар'єри гурту, пояснив аудиторії, чому більше не хоче випускати пісні російською, та розповів про довогоочікуваний реліз, зазначивши, що він був для гурту «найважчим в усіх сенсах цього слова», і назвавши його найбільш довершеною своєю роботою за весь час існування гурту. У серпні 2023 побачив світ перший україномовний альбом «Сметана band» — «Похмурий». Жанрово треклист вийшов доволі різноманітним: від поппанку й альтернативи до постпанку та хіп-хопу. Тексти сповнені як особистих переживань, так і рефлексії на навколишні події, страху перед неясним майбутнім, а останній трек «The End» підбиває підсумки 10 років творчого шляху гурту та закінчується риторичним запитанням «далі буде чи ні?».
У жовтні 2023 було випущено міні-збірку українських перекладів російськомовних хітів гурту «Поганий Воха в окулярах любить дівчинку у вирі».
15 серпня 2025 року гурт випустив дев’ятий студійний альбом «Нескінченна емо-фаза», який музиканти описали як «емоційні гойдалки» з чергуванням болю, ніжності, іронії та злості. Створення платівки стало для них «опорою» в часи нестабільності, а першим синглом стала пісня «ЄЖ», написана ще у 2020–2021 роках і відома за репетиційним відео. Тексти поєднують особисті переживання та історії оточення, а найскладнішим у роботі став титульний трек через нетипову структуру та кілька версій. Після переходу на українську мову у 2022 році гурт відчув новий творчий азарт і наголошує, що цей вибір, попри втрату частини слухачів, є принциповим. У прес-релізі музиканти зазначили, що «емо-фаза тільки починається», залишивши майбутні плани відкритим.

## Склад
- Єгор Кувалдін — вокал.
- Сергій Савочкін, Сава — гітара.
- Олександр Садуненко, Композ — бас-гітара.
- Сергій Свергун, Сьорік — ударні.

## Дискографія

### Студійні альбоми
- 2013 — Вилка новости 14
- 2014 — Хуже, чем прошлый[27][28]
- 2015 — Им не нужен рок
- 2016 — В основном о женщинах
- 2017 — Всё очень плохо
- 2019 — Ханговер
- 2020 — Плохие манеры
- 2023 — Похмурий
- 2025 — Нескінченна емо-фаза

### EP
- 2017 — Антихиты
- 2018 — Pichot
- 2021 — Symphonic

### Збірки
- 2012 — Львы воспламеняются как квас
- 2018 — Вилка новости 18
- 2023 — Поганий Воха в окулярах любить дівчинку у вирі

### Сингли
- 2016 — Сопли
- 2017 — Я говнарь (максі-сингл)
- 2019 — Очки-сердечки
- 2019 — Жестокая я
- 2020 — Девочка любит девочку
- 2020 — Пёс
- 2021 — Любит не любит
- 2021 — Серое небо
- 2021 — Не жди
- 2022 — Скелеты
- 2022 — Хвилина мовчання
- 2023 — Скло
- 2023 — Зміни
- 2023 — Не закохуйся
- 2023 — Воха і Льоха
- 2023 — Окуляри-сердечка
- 2023 — У моєму тихому вирі
- 2024 — Хвилі
- 2024 — Не кажи своїй мамі
- 2024 — Конструктори
- 2024 — Bóbr
- 2024 — Мого серця ніби немає
- 2024 — Той самий колишній
- 2024 — Куля з моїм ім'ям
- 2024 — сєрьожа//даремно
- 2025 — ЄЖ

### Концертні альбоми
- 2022 — Live in Kyiv

### Гостьова участь
- 2017 — Смайл — Учительница геометрии
- 2017 — Педаль Достоевского — Быть бомжом

## Відеографія
1. Говно (2013)
2. Ромашка (2013)
3. Турникмен (2013)
4. Самка таракана (2013)
5. Я женился на мужике (Lana Del Rey tribute) (2014)
6. Большой болт (2014)
7. Песня про пиво (2014)
8. Жизнь кал (Макс Корж tribute) (2014)
9. Ты во мне, я в тебе (2014)
10. Ля-ля (2014)
11. Нафига писать песни? (2014)
12. Отец Всеволод (2014)
13. ССЖ (2014)
14. Месячные (piano ver.) (2014)
15. Дворовая искренность (2014)
16. Весна (2014)
17. Жрать (2014)
18. Лучший друг (Френдзона) (2014)
19. Взрослые травмы (Валентин Стрыкало cover) (2014)
20. Тренер Михаил (2014)
21. Вся правда (Песня про Эболу) (2014)
22. Мой Новый год (2014)
23. Спасибо, Мэд (2015)
24. Диана Мелисон (2015)
25. 50 оттенков серого (2015)
26. Мы не подружимся (2015)
27. Твой будущий парень (2015)
28. Её папа (спільно з Stil Ryder) (2015)
29. Весь мир дерьмо (2015)
30. Песня про Hearthstone (Ханта) (2015)
31. Быть героем (2015)
32. П*здабол (2015)
33. Ilita (2015)
34. Наркотики, собачка и завод (2015)
35. Учат в школе (2015)
36. Про CS:GO (2015)
37. Albatros (2015)
38. Улетай (2015)
39. Интимные места (2015)
40. Песня для Ларина (2015)
41. Им не нужен рок (2015)
42. Хедлайнер (спільно з Ласковые Усы ) (2016)
43. Быть героем 2.0 (2016)
44. Скилл (2016)
45. Ты был рок-звездой (2016)
46. Третий лишний (2016)
47. Pokemon Go (2016)
48. Песня-попрошайка (2016)
49. Когда моя девушка курит (2016)
50. Клей и воровство (2016)
51. Влюблён (2016)
52. Kro$$ovki (2016)
53. Не бери трубку (2017)
54. Пить-плакать (2017)
55. Красивая месть (2017)
56. Мясной конь (2017)
57. Моя сука (2017)
58. Клуб Пи*дец (2017)
59. Воха и Лёха (2017)
60. Я говнарь (2017)
61. Дима не будет с тобой (2018)
62. Хлопья летят наверх (Feduk cover) (2018)
63. Старикам тут не место (2018)
64. Напишем (2018)
65. Cort (2018)
66. Конструкторы (2018)
67. Идите, пожалуйста, на х*й (2018)
68. Всё про*бано (2018)
69. Анализ отношений (2018)
70. Нимфоманка (Монеточка cover) (2018)
71. В моём тихом омуте (2019)
72. Молодость (2019)
73. Похорони (2019)
74. Жестокая я (2019)
75. Очки-сердечки (2019)
76. Чёрные взлётные полосы (Lyric video) (2019)
77. Наш сын — мудак (2019)
78. Разные люди (2020)
79. Лекарства (2020)
80. Любит не любит (2020)
81. Плохие манеры (2020)
82. Каждый твой (Symphonic) (2021)
83. Выше (Symphonic) (2021)
84. Лето (Symphonic) (2021)
85. Выстою (Symphonic) (2021)
86. Хеви-метал рейв (2021)
87. Серое небо (Lyric video) (2021)
88. Не жди (2021)
89. Скелеты (2022)
90. Хвилина мовчання (2022)
91. Скло (Visualizer) (2023)
92. Зміни (Lyric video) (2023)
93. Не закохуйся (2023)
94. bcrd (2023)
95. Тупі танці (2023)
96. Хвилі (2024)
97. Не кажи своїй мамі (2024)
98. Конструктори (Lyric video) (2024)
99. Bóbr (2024)
100. Мого серця ніби немає (2024)
101. Той самий колишній (2024)
102. Куля з моїм ім'ям (Lyric video) (2024)
103. сєрьожа//даремно (2024)
104. Дискотека "Ностальжі" (Karaoke edition) (2024)
105. ЄЖ (2025)